# ایران (یوزپلنگ)
ایران نام یک یوزپلنگ آسیایی است که در مرکز علمی تحقیقاتی ذخیره‌گاه زیست‌کره توران جهت تولید مثل نگهداری می‌شود. ایران در این مرکز به همراه فیروز، کوشکی و دلبر در اسارت است و پس از جفت‌گیری با فیروز، سه توله از طریق سزارین به دنیا آورد. این نخستین زادآوری یوزپلنگ آسیایی در اسارت است.
این یوزپلنگ ماده سال ۱۳۹۶ در حالی که هشت ماه داشت، از اسارت قاچاقچیان در تهران آزاد و راه‌های مختلفی برای زادآوری او در مرکز تکثیر و بازپروری یوز آسیایی پردیسان انجام شد اما موفقیت‌آمیز نبود، تا این‌که در فروردین ۱۳۹۹ به زادگاه خود در توران سمنان برگردانده شد.

## کشف
ایران توله یوز هشت‌ماهه ماده‌ای بود که طی همکاری مشترک یگان حفاظت محیط زیست و پلیس امنیت از قاچاقچیان حیوانات کشف و به پردیسان منتقل شد. این توله یوز که بعداً ایران نام گرفت، در زمان کشف از سوء تغذیه رنج می‌برد و در کنار آن به علت جدایی زودهنگام از زادگاه خود، بسیاری از مهارت‌های بقا را فرا نگرفته بود. دو سال بعد و در اردیبهشت ۹۸ اعلام شد ایران رفتارهای جفت‌گیری از خود نشان می‌دهد.

## لقاح طبیعی
در فروردین ۱۳۹۹ سه یوزپلنگ موجود در مرکز تکثیر و بازپروری یوز آسیایی پردیسان، کوشکی، دلبر و ایران، به تنها زیستگاه زادآور این گونه در پارک ملی توران استان سمنان منتقل شدند. در ابتدا تلاش شد تا بین ایران و کوشکی لقاح طبیعی اتفاق بیفتد اما یک سال تلاش بی‌نتیجه بود و کوشکی با بیش از ۱۵ سال سن نشان داد که توانایی مناسبی برای تولید مثل ندارد. به همین دلیل تصمیم بر این شد که یوز نر دیگری از طبیعت توران به این مجموعه اضافه شود.
فیروز، یوز نر حدود ۱۰ ساله در روزهای پایانی اسفند ۱۳۹۹ به سایت مرکز تحقیقات توران منتقل شد. تلاش برای انجام لقاح طبیعی بین ایران و فیروز از ابتدای سال ۱۴۰۰ آغاز شد. پس از وحشت ایران از فیروز در مرحله معرفی، برای رفع این مشکل مدتی فیروز و دلبر با هم بودند تا فیروز رفتارهای خود با جنس ماده را تلطیف کند. در مرحله بعدی ۵ دقیقه بعد از معرفی بین فیروز و ایران اولین تماس برای عمل لقاح طبیعی ثبت شد. در این بین یوز نر دیگری به نام فراز که در طبیعت پارک ملی توران زندگی می‌کند از طریق پخش فرمون‌های یوزهای نر و ماده در فضای منطقه به کنار سایت جذب شده بود. جفتگیری بین ایران و فیروز موفقیت‌آمیز بود و ایران باردار شد.

## زادآوری
در اردیبهشت ۱۴۰۱ مشخص شد که بارداری ایران کامل بوده و با توجه به شرایط فیزیکی گونه و عدم توانایی در زادآوری طبیعی، با نظر دامپزشکان مشاور و دامپزشک سازمان حفاظت محیط زیست، ایران در ۱۱ اردیبهشت زادآوری سزارین صحرایی شد و سه توله یوز سالم متولد شدند. این نخستین زادآوری یوز آسیایی در اسارت بود. در ابتدا به نظر می‌رسید هر سه توله متولدشده ماده هستند ولی پس از گذشت پنج روز از تولد مقامات سازمان حفاظت محیط زیست اعلام کردند که توله‌ها نر هستند. ماده بودن توله‌های متولدشده از جهت افزایش احتمال تکثیر این گونه در خطر انقراض از اهمیت بسیاری برخوردار بود.
یک لانه سنگی برای ایران تهیه و با دوربین‌های مداربسته که درون آن تعبیه شده بود پروسه زادآوری به‌طور غیرمستقیم رصد می‌شد. در ابتدای تولد توله‌ها شیر آغوز از مادر گرفته شد و به توله‌ها داده شد و بعد از اتمام جراحی، توله‌ها به پناهگاهی در کنار مادر منتقل شدند. به دلیل امتناع ایران برای شیردهی، توله‌ها به‌صورت دستی شیردهی می‌شوند.
یکی از توله‌ها از زمان تولد ضعیف و در چهار روز بعد از تولد افزایش وزنی نداشت و تلف شد. بعد از کالبدشکافی علت تلف شدن ناهنجاری مادرزادی ریه سمت چپ و چسبندگی ریه تعیین شد. یکی دیگر از توله‌ها در ۲۷ اردیبهشت در مسیر انتقال به یک بیمارستان تخصصی دامپزشکی در تهران تلف شد. یوز سوم به نام «پیروز» پس از ۱۰ ماه زندگی، در ۹ اسفند ۱۴۰۱ به‌علت نارسایی کلیوی در بیمارستان درگذشت.
نامگذاری توله‌های ایران توسط پویش مردمی که توسط سازمان حفاظت محیط‌زیست و با همکاری صدا و سیما برگزار خواهد شد انجام می‌شود.
به دلیل احتمال وجود اختلال ژنتیکی در توله‌ها، احتمال اینکه خویشاوندی زیادی بین ایران و فیروز وجود داشته باشد، بالا است.
جفتگیری مجدد ایران و فیروز در بهمن ماه ۱۴۰۱ با موفقیت انجام گرفت و چنانچه این جفتگیری به بارداری منتج شده باشد انتظار می‌رود تولد توله‌ها در اردیبهشت ۱۴۰۲ صورت پذیرد.

## رسانه
در پاییز ۱۴۰۲ در جشنواره مستند سینما حقیقت از فیلمی با نام تکثیر در اسارت به کارگردانی مهدی ایمانی شهمیری رو نمایی شد که لحظه تولد پیروز و دو برادر دیگرش تا لحظه مرگ را روایت میکرد، انتشار مستقیم سزارین ایران در این فیلم حاشیه های زیادی را به همراه داشت.